# Rudolf Probst (Kunsthändler)
Rudolf Probst (vollständiger Name: Rudolf Eugen Richard Probst; * 12. März 1890 Kaufbeuren; † 19. November 1968 in Heidelberg) war ein deutscher Kunsthändler und Wegbereiter der Klassischen Moderne in Deutschland.

## Leben
Rudolf Probst wurde 1890 in Kaufbeuren als Sohn einer wohlhabenden Kaufmannsfamilie geboren. Im Jahr 1900 zog die Familie nach München. Dort besuchte Rudolf Probst bis 1910 das Maximilian-Gymnasium. Nach dem Abitur studiert er zunächst Rechtswissenschaften in München, wechselte aber bald zum Fach Kunstgeschichte. Im Sommersemester 1911 studierte er an der Universität in Wien und besuchte bei dieser Gelegenheit die Museen in Budapest. Darauf folgte im Winter ein dreimonatiger Aufenthalt in Rom. Danach nahm er sein Studium in München und später in Würzburg wieder auf.
Rudolf Probst wurde zum Militärdienst in den Ersten Weltkrieg einberufen, den er als „Krankenwärter“ in einem Lazarett in Würzburg leistete. Aufgrund einer Unterbrechung vom Militärdienst arbeitete Probst vom 11. November 1915 bis am 7. Juli 1916 als Praktikant im Kunstsalon Emil Richter in Dresden. Hier wurden neuste Tendenzen im internationalen Kunstgeschehen präsentiert und hier traf Probst auf Emil Nolde, mit dem ihn eine Freundschaft verband. Nachdem Probst erneut als Krankenpfleger zum Militärdienst eingezogen wurde, wurde er im März 1918 aus gesundheitlichen Gründen aus dem Dienst entlassen.
Von 1918 bis 1923 war er Leiter der modernen Abteilung in der Kunsthandlung Emil Richter. Er veröffentlichte in der im hausinternen Kunstverlag publizierten expressionistischen Zeitschrift Neue Blätter für Kunst und Dichtung Aufsätze über Lyonel Feininger und Emil Nolde, deren Werke im September 1919 beziehungsweise im Januar 1920 ausgestellt wurden. Probst war Mitbegründer der Neuen Vereinigung für Kunst und er organisierte Vortragsreihen in der Kunsthandlung Richter. In diesem Rahmen sprach er am 24. Januar 1920 über Emil Nolde. Rudolf Probst verstand sich in erster Linie als Kunstvermittler und erst danach als Kunsthändler. Zu den Ausstellungen wurden Führungen angeboten.
1923 gründete er in Dresden zusammen mit Rolf von Seydewitz und Eberhard von Haugk die Galerie „Neue Kunst Fides“ als Zweigfirma der „Fides Verwaltungs- und Vermittlungsgesellschaft m.b.H.“. 1928 wurde Rudolf Probst alleiniger Besitzer der Galerie „Neue Kunst Fides“.
Das Spektrum der Galerie „Neue Kunst Fides“ reichte vom Expressionismus bis zur Abstrakten Malerei. Schwerpunkte lagen bei Emil Nolde und den Bauhaus-Künstlern Lyonel Feininger, Paul Klee, Wassily Kandinsky und László Moholy-Nagy. Gezeigt wurden auch Werke von Otto Dix, dessen Dresdner Vertretung Probst übernahm, Max Beckmann und Oskar Kokoschka, sowie Werke von Dresdner Künstlern wie Pol Cassel, Eugen Hoffmann, Willy Kriegel, Wilhelm Rudolph und Christoph Voll. Diesen jungen Künstlern verhalf er damit zur Anerkennung. Außerdem organisierte Probst Lesungen mit Joachim Ringelnatz.
Am 1. Mai 1933 wurde er von der SA aufgefordert, die Bestände seiner Galerie innerhalb von 24 Stunden zu vernichten. Dieser Aufforderung folgte Probst nicht, sondern brachte die Kunstwerke in Sicherheit. Er war aber gezwungen, seine Galerie in Dresden im Herbst 1933 aufzulösen. Er bewarb sich erfolglos für eine neue Stelle als Mitarbeiter der Kestnergesellschaft in Hannover und als Leiter des Leopold-Hoesch-Museums in Düren. Rudolf Probst erwarb in Mannheim das Kunsthaus Tannenbaum von Herbert Tannenbaum (1892–1958), wurde aber kurz darauf mit denselben Problemen wie in Dresden konfrontiert.
Die Ausstellungen von Probst in Mannheim standen unter scharfer Beobachtung, und die Galerie wurde zeitweise geschlossen. Nach einer Ausstellung von Werken Emil Noldes im Sommer 1937 musste Probst auf die Präsentation und den öffentlichen Verkauf von als „entartet“ verfemter Kunst verzichten. Ab 1937 wurden unverfängliche chinesische Kunst oder Landschaftsmalerei gezeigt. 1943 wurde das Kunsthaus bei Luftangriffen auf Mannheim zerstört.
Rudolf Probst zog nach Großeicholzheim und kehrte im Dezember 1945 nach Mannheim zurück. Von 1946 bis 1958 betrieb er zuerst in der Otto-Beck-Straße und ab 1949 im Mannheimer Schloss die „Galerie Probst“. Probst bot zahlreichen Künstlern nach dem Krieg eine Plattform. So zeigte er 1950 eine Ausstellung mit Werken von Fritz Winter nach dessen Entlassung 1949 aus der Kriegsgefangenschaft. Auch gelang es ihm, bedeutende Werke der Klassischen Moderne an deutsche Museen zu vermitteln.